# Baigneuses à Port-Blanc
Baigneuses à Port-Blanc est un tableau réalisé par le peintre français Maurice Denis en 1925. De format vertical, cette huile sur toile est une scène de genre qui représente quelques femmes se baignant nues autour de blocs rocheux à Port-Blanc, un village sur le littoral de la commune de Penvénan, dans les Côtes-d'Armor, en Bretagne. Achetée en 2017, l'œuvre est conservée au musée de Pont-Aven, à Pont-Aven, dans le Finistère. Cet établissement la considère comme l'un de ses chefs-d'œuvre.